# Парламентские выборы в Лихтенштейне (февраль 1953)

Парламентские выборы в Лихтенштейне проходили 15 февраля 1953 года.
В результате Прогрессивная гражданская партия получила 8 мест из 15 мест Ландтага. После выборов было сформировано коалиционное правительство с Патриотическим союзом. На этих выборах впервые участвовала Рабоче-крестьянская партия, которая, однако, не смогла пройти избирательный барьер и более не участвовала в выборах.

## Результаты
| Партия                                 | Партия                                 | Голосов | %    | Мест | +/–   |
| -------------------------------------- | -------------------------------------- | ------- | ---- | ---- | ----- |
|                                        | Прогрессивная гражданская партия       | 1 458   | 50,5 | 8    | 0 ▬   |
|                                        | Патриотический союз                    | 1 229   | 42,6 | 7    | 0 ▬   |
|                                        | Христианско-социальная партия          | 198     | 6,9  | 0    | новая |
| Недействительных/пустых бюллетеней     | Недействительных/пустых бюллетеней     | 132     | —    | —    | —     |
| Всего                                  | Всего                                  | 3 017   | 100  | 15   | 0     |
| Зарегистрированных избирателей/Явка, % | Зарегистрированных избирателей/Явка, % | 3 333   | 90,5 | –    | –     |
| Источник: Nohlen & Stöver              |                                        |         |      |      |       |